# Nagy Lea
Nagy Lea (Szolnok, 2000. június 2. –) Debüt díjas magyar költő, szerkesztő.

## Élete
Budapesten él, tanulmányai mellett költészettel és képzőművészettel foglalkozik. 2016 óta publikál verseket különböző folyóiratokban, illetve egyik szerkesztője és szerzője a „Suttogva”, a „Repülés” és „Szerteszét” című antológiáknak.  
Az Irodalomismeret című folyóirat Szépirodalmi rovatának munkatársa. 
2018. április 19-én jelent meg első, önálló verseskötete Légörvény címmel, a Napkút Kiadó gondozásában. 
2020 májusában jelent meg második, önálló verseskötete Kőhullás címmel, a Napkút Kiadó gondozásában. 
Könyvbemutatói: Petőfi Irodalmi Múzeumban, Írók Boltjában, Nyitott Műhelyben. 
2018-ban tagja volt az azóta megszűnt József Attila Körnek. 2019 januárjában elnyerte az NKA ösztöndíját második, vagyis mostani, második verskötetének a megírására.
2019. április 11-én vehette át a Magyar Írószövetség által alapított, az előző év legjobb verseskötetéért járó Debüt-díjat.
A Magyar Írószövetség tagja.
2021 áprilisában elnyerte a Móricz Zsigmond irodalmi ösztöndíjat.

## Művei
- Suttogva, antológia, 2017
- Légörvény. Versek. Napkút kiadó, 2018[1]
- Repülés, antológia, 2018[2]
- Az év versei, antológia, 2020
- Kőhullás. Versek. Napkút Kiadó, 2020
- Az év versei, antológia, 2021

## Díjak, kitüntetések
- 2019: Debüt díj
- 2021: Móricz Zsigmond ösztöndíj